# Ortwin Czarnowski
Ortwin Czarnowski (* 21. Juli 1940 in Tempelberg) ist ein ehemaliger deutscher Radrennfahrer, der aus der Mark Brandenburg stammt.

## Leben
Czarnowski fuhr schon in der Jugend lieber mit dem Rad, als wie andere Jungen Fußball zu spielen, und war für den Radsportverein BSG Chemie Fürstenwalde aktiv. Als 19-Jähriger floh er 1960 mit seiner Mutter und seinem Bruder aus der DDR in den Westen. Sie kamen zunächst im Lager Weinsberg bei Heilbronn unter. Mit seinem Rennrad, das er bei der Flucht mitgenommen hatte, fuhr Czarnowski am 17. Juli 1961 von Weinsberg nach Frankfurt am Main und gewann dort tags darauf ein Radrennen. Im benachbarten Heilbronn arbeitete Czarnowski als Fernmeldetechniker beim Heilbronner Fernmeldeamt. Nach Feierabend und am Wochenende fuhr er für den Radsportverein Wanderlust Heilbronn. 1964 fuhr er für den RV Stuttgart, später wechselte er nach Berlin und startete für den Verein BRC Zugvogel.
Erst sehr spät, als 24-Jähriger, bekam Czarnowski durch gute Platzierungen einen Platz in der bundesdeutschen Nationalmannschaft und wurde 1965 sogleich für die Tour de l’Avenir nominiert. 1966 war er Gesamtsieger des Flèche du Sud und der ersten Rheinland-Pfalz-Rundfahrt. Er wurde bei der Stimme-Sportschau am 8. Januar 1966 zum Sportler des Unterlandes gewählt. Bei den UCI-Straßen-Weltmeisterschaften 1966 auf dem Nürburgring belegte er im Straßenrennen der Amateure den 37. Platz.
1967 siegte er bei Rund um Düren und wurde mit dem 17. Platz beim schwersten Amateur-Etappenrennen der Welt, der Friedensfahrt Warschau–Berlin–Prag, bester Fahrer des BDR-Teams im Gesamtklassement. Anschließend wurde er bei der Straßen-Weltmeisterschaft im Einzelrennen eingesetzt.
In seinem erfolgreichsten Jahr 1968 gewann er erneut die Gesamtwertung der Rheinland-Pfalz-Rundfahrt und der Internationalen Berliner Vier-Etappen-Fahrt. Erfolgreich war er auch beim 100-km-Mannschaftsfahren um den Deutschlandpokal und bei der Berliner 100-km-Mannschaftsmeisterschaft mit dem Vierer der NRVg Luisenstadt. In diesem, seinem letzten Jahr als aktiver Radrennsportler schaffte er die Qualifikation zu den Olympischen Spielen in Mexiko. Er war damit der erste Heilbronner Sportler, der bei den Olympischen Spielen teilnahm, und führte den deutschen Straßenvierer im 100-km-Mannschaftszeitfahren zum achten Platz. Im Einzelrennen schied er aus. Seine sportliche Laufbahn beendete er im Alter von 28 Jahren aus beruflichen Gründen.
1970 gründete Czarnowski mit anderen den Radsportclub Heilbronn (RSC), der seit 1973 nach Fusion mit dem RV Wanderlust Heilbronn Radsportgemeinschaft Heilbronn (RSG) heißt. 1974 war er Mitbegründer der Radsportabteilung des SV Leingarten.
Seine Stelle bei der Post gab Czarnowski auf, studierte Sport und Technik und wurde Lehrer in Leingarten. Aus der 1969 geschlossenen Ehe mit seiner Frau Sigrid geb. Rokitte gingen zwei Töchter hervor. Czarnowski gestaltete Heilbronn zum Ausbildungszentrum für den Jugendradsport. Als Lehrer organisierte er „rollende Klassenzimmer“ mit Fahrradfernfahrten bis nach Berlin und in seinen Geburtsort Tempelberg. 1998 rief er die Umwelt- und Verkehrsolympiade für Grundschüler auf der Heilbronner Waldheide ins Leben, an der tausende Schüler teilnahmen. Czarnowski lebt in Leingarten.

## Auszeichnungen
1965 und 1969 war Czarnowski Unterländer Sportler des Jahres. 2001 erhielt er die Ehrennadel des Landes Baden-Württemberg.